# Adieu forain
Pour plus de détails, voir Fiche technique et Distribution.
Adieu forain (Bye-Bye Souirty) est un film marocain réalisé par Daoud Aoulad-Syad, sorti en 1998.

## Fiche technique
- Titre original : Bye-Bye Souirty
- Titre français : Adieu forain
- Réalisation : Daoud Aoulad-Syad
- Scénario : Ahmed Bouanani et Youssef Fade
- Pays d'origine : Maroc
- Format : Couleurs - 35 mm
- Genre : drame
- Durée : 92 minutes
- Date de sortie :
  -  Tunisie : 24 octobre 1998 (Journées cinématographiques de Carthage)
  -  France : 21 avril 1999

## Distribution
- Hassan Essakali : Kacem
- Mohamed Bastaoui : Larbi
- Abdellah Didane : Rabi
- Mohammed Miftah : le gangster
- Nezha Rahile : l'instituteur
- Abdellatif Khamouli : l'immigrant
- Zohra Sadok : la serveuse
- Zineb Smaiki : El Hajja

## Prix
- 1998 : Prix Méditerranée de la critique au Festival du cinéma méditerranéen de Montpellier[1].